# Tombe de Ses Arenes de Baix
La tombe de Ses Arenes de Baix est un édifice mégalithique situé sur la commune de Ciutadella, sur l'île de Minorque, dans l'archipel des Baléares, en Espagne.

## Architecture
Son architecture particulière ne permet pas de classer la tombe de Ses Arenes de Baix parmi les dolmens. Elle fait partie des « tombes circulaires à triple parement », dont plusieurs exemplaires, caractéristiques du mégalithisme minorquin, sont connus (Son Olivaret, Alcaidús d'en Fàbregues, Son Ermita).

## Description

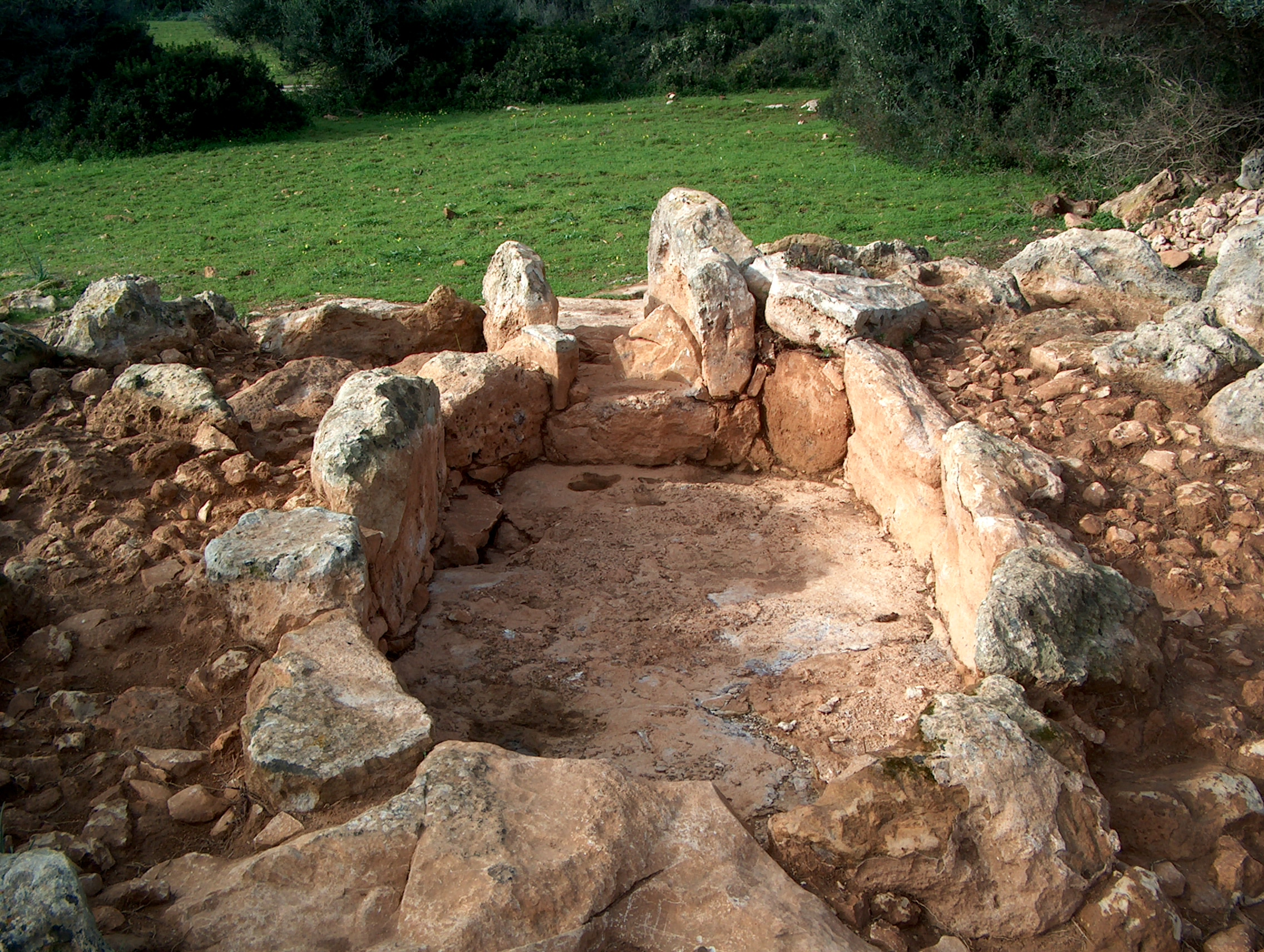
Vue intérieure depuis le fond de la chambre.

La tombe est entourée d'un mur circulaire construit avec des blocs de pierre massifs délimitant une zone elliptique de 8 m sur 7,5 m correspondant à une superficie beaucoup plus grande que celle des dolmens connus dans l'archipel. Elle dispose d'une ouverture à l'ouest, orientation commune aux dolmens et aux navetas. Elle comporte un couloir d'accès à la chambre de 1,8 m de long sur 0,75 m de large. L'entrée de la chambre est encadrée par deux orthostates verticaux et comporte une pierre de seuil creusée d'une rainure en surface, qui laisse supposer qu'à l'origine l'entrée était fermée par une dalle ou une porte en bois. L'abside a été en partie taillée dans un bloc rocheux en position naturelle. La chambre funéraire est assez petite (3,9 m de long sur 1,80 m de large).
Le cairn mesure 2,8 m d'épaisseur. Il englobe un mur intermédiaire, situé à mi-chemin entre le mur de parement extérieur et les parois de la chambre, en forme de fer à cheval, légèrement concave à son extrémité ouest. L'étude stratigraphique a montré que le cairn a été construit en une seule fois, dès l'origine. 

## Matériel archéologique
Une première étude a été réalisée en 2002 sur le site, suivie de deux campagnes de fouilles en octobre 2003 et 2004 dirigées par le groupe ASOME de l'université autonome de Barcelone. Malgré une fouille clandestine qui avait partiellement endommagée la tombe, la couche archéologique était bien conservée. Elle contenait des milliers d'ossements humains à l'état complet ou fragmentaire, pratiquement aucun en connexion anatomique. L'ensemble correspond à l'inhumation d'environ cinquante individus de tous âges, hors enfants de moins de six mois. Les crânes et les os longs ont été retrouvés à l'intérieur de la chambre alors que les petits os (phalanges, métatarses, métacarpiens) ont été découverts près de l'entrée avec une cinquantaine de petits boutons en os perforés en « V », et un mobilier funéraire d'accompagnement extrêmement réduit (objets funéraires en os, bracelet en bronze, céramiques). Ces découvertes semblent indiquer que les corps étaient initialement déposés dans l'entrée de la chambre et qu'après décomposition, les os longs étaient déplacés vers l'intérieur de la chambre pour permettre de nouveaux dépôts funéraires.
Sept échantillons d’ossements humains ont fait l'objet d'une datation par le carbone 14 indiquant la construction de la tombe vers 1650 av. J.-C. et son utilisation durant plus de 300 ans jusque vers 1300 av. J.-C., ce qui correspond à l'Âge du bronze moyen.